# Open 13 1996
L'Open 13 1996 è stato un torneo di tennis giocato sul cemento indoor.
È stata la 4ª edizione dell'Open 13,che fa parte della categoria World Series nell'ambito dell'ATP Tour 1996.
Si è giocato al Palais des Sports di Marsiglia in Francia, dal 10 febbraio al 17 febbraio 1996.

## Campioni

### Singolare
Guy Forget ha battuto in finale  Cédric Pioline con il punteggio di 7–5 6–4

### Doppio
Jean-Philippe Fleurian /  Guillaume Raoux hanno battuto in finale  Marius Barnard /  Peter Nyborg con il punteggio di 6–3 6–2